# Muévete (álbum de Melody)
Muévete es el segundo álbum de estudio de la cantante y compositora española Melody. Salió a la venta el 10 de junio de 2002, tras haber cosechado un gran éxito con su álbum de presentación De pata negra (2001).

## Producción
La producción de este álbum corrió a cargo de Gustavo Ramudo, bajo el sello de la discográfica Sony Music.

## Sencillos
La cantante dio una serie de giras y conciertos por España, México, etc., promocionando sus sencillos Muévete y De hombro a hombro.

## Lista de canciones
1. Muévete (3:28).
2. Ritmo, ritmo (3:09).
3. La chica yeyé (2:36).
4. ¡Cuidado con el toro! (3:08).
5. Margarita (3:06).
6. Gusanito rock (3:26).
7. Paya o gitana (3:35).
8. El piquito (2:56).
9. De hombro a hombro (2:59).
10. La avispa (3:31).
11. Que no me da la gana (3:01).
12. Lo mío es la música (3:07).

## Listas

### Semanales
| País   | Lista                       | Primera semana      | Posición de ingreso | Mejor posición | Semanas en la mejor posición | Semanas en la lista | Última semana       | Ref. |
| ------ | --------------------------- | ------------------- | ------------------- | -------------- | ---------------------------- | ------------------- | ------------------- | ---- |
| España | Top 50 álbumes (Promusicae) | 10 de junio de 2002 | 38                  | 27             | 1                            | 7                   | 22 de julio de 2002 |      |